# Rolando Serrano
José Rolando Serrano Lázaro (Pamplona, 1938. november 13. – 2022. június 13.)  kolumbiai válogatott labdarúgó.

## Pályafutása

### Klubcsapatban
Pályafutása során több klubban is játszott, melyek a következők voltak: Cúcuta Deportivo, América Cali, Unión Magdalena, Millonarios, Atlético Junior.

### A válogatottban
1957 és 1962 között 7 alkalommal szerepelt a kolumbiai válogatottban. Részt vett az 1962-es világbajnokságon és az 1963-as Dél-amerikai bajnokságon.